# Emilio Villaescusa Quilis
Emilio Villaescusa Quilis (Tarancón, Cuenca, 18 de febrero de 1912 - Madrid, 15 de octubre de 2002) fue un militar español que ocupó puestos importantes durante la dictadura franquista. Es conocido por su secuestro a manos del GRAPO, durante la Transición.

## Biografía
En 1929 ingresó en la Academia General Militar de Zaragoza. Durante la guerra civil española se unió al Bando nacional y en 1941, ya comenzada la Segunda Guerra Mundial, se alistó en la División Azul y participó en la invasión alemana de la Unión Soviética. Durante el Régimen de Franco fue ocupando distintos puestos en el Ejército, logrando en 1971 el mando de la VII Región Militar ya con el rango de Teniente general. El 23 de febrero de 1973 fue nombrado capitán general de la I Región Militar.
El 9 de noviembre de 1973 ascendió a jefe del Estado Mayor Central del Ejército, ocupando el cargo hasta el 7 de junio de 1976, cuando fue nombrado Presidente del Consejo Supremo de Justicia Militar (CSJM). En pleno proceso de la Transición, el 24 de enero de 1977 fue secuestrado por militantes del GRAPO mientras iba en su vehículo oficial. El secuestro tuvo un gran impacto político y social en la España de entonces, ya que coincidía con el reciente secuestro de Antonio María de Oriol (también por el GRAPO) o la Matanza de Atocha. Sin embargo, el 11 de febrero la policía liberó a Oriol y Villaescusa del piso donde se hallaban retenidos.
Falleció en 2002 a la edad de 90 años.
| Predecesor: Gonzalo Fernández de Córdoba y Ziburu | Jefe del Estado Mayor Central del Ejército 9 de noviembre de 1973 - 7 de junio de 1976 | Sucesor: Manuel Gutiérrez Mellado |